# 隋樹森
隋樹森（1906年—1989年），字育楠，生於北京，原籍山東省招遠縣東良村，元曲研究专家。

## 生平
他的父親曾在清朝政府做過軍機處抄繕「供事」（辦事員）的小官，後棄政從商。1928年，隋樹森考入北京師範學校（即今北京師範大學）就讀。其在校讀書時，就有小說發表於《東方雜誌》、《國聞週報》等報刊上；並且翻譯了日本文學博士兒島獻吉郎的《中國文學概論》，被上海世界書局編入「文化科學叢書」，並改名為《中國文學》，與方壁[茅]的《西洋文學》列為姊妹篇出版。隋先生在這段期間也有相關著作，如出版了《文學通論》、《古詩十九首集釋》等。1932年學校畢業後曾在山東省立惠民中學、萊陽鄉村師範學校、濟南女子師範學校任教國文。
1937年抗戰軍興，隋樹森抵達四川，在重慶國民政府教育部之國立編譯館任職。隋氏通曉日文，因此翻譯了同時期許多日本漢學大作，如青木正兒的《中國文學概說》（1938）、《元人雜劇序說》（1941）、鹽谷溫的《元曲概說》（1947）…。正是為翻譯了這些日本學者有關元曲的著作之故，隋先生「逐漸對元曲研究發生了興趣 」。而且這些作品促進國人對元曲的研究起了積極作用。在1947年開始從事《全元散曲》編纂的工作。此外，他還寫了許多散文遊記，且編為《巴渝小集》出版。
1949年中華人民共和國建政後，他長期在北京出版總署圖書館和人民教育出版社從事編輯工作。這樣的工作環境也對他日後編輯《全元散曲》提供莫大助益。50年代以後，他便廣搜博覽，從各種元曲版本中選出62種明人臧懋循《元曲選》所未收錄者，編成了《元曲選外編》（戲劇），為研究元雜劇者提供了方便。
歷時17年，1964年他編輯出版了《全元散曲》（上、下冊），此書收羅詳備，校勘精審，對於研究元代散曲有重要參考價值。從1980年代以來，此書開啟了元散曲研究的一個新時代，其沾溉學林，功莫大焉。
此外，他還校訂、編輯有《陽春白雪》、《樂府新聲》、《樂府群玉》、《太平樂府》、《全元散曲簡編》等元人散曲總集，並著有《元人散曲概論》（發表於《中華文史論叢》22期，1982年2期）、《北曲小令與詞的分野》等多篇學術論文，後輯為《元人散曲論叢》。其他已成書但至1986年尚未出版的有《新校樂府群玉》、《曲論存稿》、《雍熙樂府曲文作者考》、《棗軒曲論彙稿》、《東瀛中國文藝論文譯叢》等；與他人合編的書有：《古代散文選》、《古文選讀》、《中國古典文學名著提要》、《語文學習講座叢書》等。

## 主要貢獻
總括來說，隋樹森在曲學方面的貢獻可以有：

### 整理、蒐集元代散曲作品
學術研究的第一部就是要先擁有資料，資料豐富對於研究才有事半功倍的效果。元曲因為不受重視，早期有作品別集問世者也少（只有4人），因此在輯佚上也是困難重重。早期學者雖有許多卓越成就，但是直到隋先生編輯、整理《全元散曲》後才是元曲（散曲）研究的一大突破。

### 對元曲理論、創作的研究
隋樹森先生在《全元散曲簡編》〈導言〉與〈元人散曲概論〉可說一篇元散曲概論，裡邊就有敘述到對元人散曲理論與創作的狀況。他也看到一些散曲活潑的藝術性，而不是被格律束縛的呆板形式。